# Pierella bernhardina
Pierella bernhardina är en fjärilsart som beskrevs av Felix Bryk 1953. Pierella bernhardina ingår i släktet Pierella och familjen praktfjärilar. Inga underarter finns listade i Catalogue of Life.